# Carfax
CARFAX, Inc. - американська компанія, яка надає дані про транспортні засоби приватним особам і компаніям. Її найвідомішим продуктом є звіт про історію транспортних засобів CARFAX. Інші продукти компанії включають списки транспортних засобів, оцінку автомобілів, а також поради щодо купівлі та обслуговування.

## Історія
Компанія CARFAX була заснована в Колумбії, штат Міссурі, в 1984 році Евіном Барнеттом ІІІ (англ. Ewin Barnett III) та Робертом Деніелом Кларком (англ. Robert Daniel Clark). У 1986 році, тісно співпрацюючи з Асоціацією автомобільних дилерів Міссурі, компанія запропонувала дилерам ранню версію звіту про історію транспортних засобів CARFAX. Ці звіти були розроблені на основі бази даних з 10 000 записів і розповсюджувалися факсом. У грудні 1996 року компанія запустила свій веб-сайт, щоб продавати свої звіти безпосередньо споживачам.

## Продукти та послуги

### Звіти про історію транспортних засобів
Звіт про історію автомобіля CARFAX є найвідомішим продуктом компанії. Звіт CARFAX може надати інформацію про кількість власників уживаного автомобіля, аварії, в які він потрапляв, проблеми з правом власності, про те, чи був автомобіль в автопарку, а також про його технічне обслуговування, серед інших аспектів його історії.